# Alexander Mejía
Alexander Mejía Sabalsa (Barranquilla, 11 luglio 1988) è un calciatore colombiano, centrocampista del Deportivo Cali.

## Caratteristiche tecniche
Mediano, può essere schierato come centrocampista centrale o come esterno destro.

## Carriera

### Club
Cresciuto nel Deportes Quindío, nel 2011 si trasferisce all'Once Caldas, società con la quale sfiora il titolo colombiano di Clausura 2011, perdendo nella doppia finale contro lo Junior ai rigori (4-4): Mejía salta la sfida di ritorno, dopo essere stato espulso all'andata. Passato al Nacional nell'anno seguente, vince due Coppe nazionali, il titolo di Apertura e quello di Clausura 2012.

### Nazionale
Esordisce con la Colombia il 3 giugno 2012 nella partita valida per le qualificazioni ai Mondiali 2014 contro il Perù (0-1).

## Palmarès

### Club

#### Competizioni nazionali
- Copa Colombia: 2

Atlético Nacional: 2012, 2013
- Campionato colombiano: 2

Atlético Nacional: Apertura 2012, Clausura 2012

#### Competizioni internazionali
- Coppa Libertadores: 1

Atlético Nacional: 2016